# Latkes-Hamantash-debatten
Latkes-Hamantash-debatten er en seriøs akademisk debat omkring de relative fordele og betydningen af de to jødiske madspecialiteter latkes og hamantash. Den første debat blev afholdt på Chicago Universitet i 1946 og er blevet afholdt hvert år siden. Debatten er ligeledes blevet afholdt på en række andre universiteter i USA.
Deltagerlisten gennem årene har bl.a. inkluderet den tidligere leder af Chicago Universitet Hanna Holborn Gray, filosoffen Martha Nussbaum, Nobelprisvinderne Milton Friedman og Leon M. Lederman og forfatteren Allan Bloom.
| Jødedom | Spire Denne artikel om jødedom er en spire som bør udbygges. Du er velkommen til at hjælpe Wikipedia ved at udvide den. |